# حسن‌آباد (تربت جام)
حسن‌آباد یک روستا در ایران است که در شهرستان تربت جام استان خراسان رضوی واقع شده‌است. حسن‌آباد ۱٬۱۰۴ نفر جمعیت دارد.

## جمعیت
این روستا در دهستان جامرود قرار دارد و براساس سرشماری مرکز آمار ایران در سال ۱۳۸۵، جمعیت آن ۱٬۱۰۴ نفر (۲۳۱ خانوار) بوده‌است.